# 詩的許容
詩的許容（してききょよう、羅: licentia poetica）とは、詩において韻律やリズムなどの効果を上げるために、必要に応じて通常の文法等、言語の規則を逸脱してもかまわないということ。例として、語順の変更（語位転換）、省略、造語、古語の使用、方言の使用、縮約、発音（音の脱落）や品詞の変更、綴字の変更、論理の逸脱、擬人化が挙げられる。ポエティック・ライセンス（英語 poetic license）、詩的自由、詩的破格、詩的逸脱とも。
どの程度の逸脱が許されるかは、詩的効果の大きさにもよる。時に病的なまでの度合いの逸脱が行われることもある。
言語や詩の他、美術や芸術全般における逸脱については同様に芸術的許容（英語 artistic license）と呼ばれる。このほか言語規範からの逸脱を用いるものとして、ロシア・フォルマリズムの「異化」がある。

## 古典と現代
詩においては、古典詩が詩法を踏まえながらの逸脱を許すのに対し、現代詩はもともと制約を度外視する傾向が強い。このため、詩的許容は主に古典詩の分野で議論される。

## 正確性
歴史劇で時代考証の正確性より面白さを優先することも芸術的許容の一種である。